# Duncan Taylor (diplomate)
Duncan Taylor, né le 17 octobre 1958, est un homme politique britannique, gouverneur des îles Caïmans de janvier 2010 à août 2013.